# 鹌鹑帮斗蛤
鹌鹑帮斗蛤（学名：Pandora wardiana），是笋螂目屠刀蛤科帮斗蛤属的一种。主要分布于中国大陆，常栖息在水深44-82米，左壳向上、平卧海底。